# Pédobaptisme
Pour un article plus général, voir Baptême.

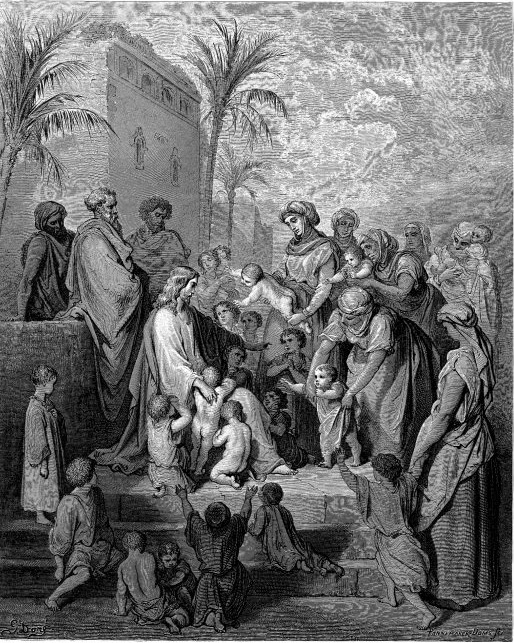
Jésus bénit les jeunes enfants, d'après Gustave Doré, évocation du récit des évangiles de Matthieu (19/14) et de Luc (18/16).

Le pédobaptisme, ou baptême des enfants, est une doctrine chrétienne selon laquelle il est nécessaire d'administrer le baptême aux jeunes enfants voire aux nouveau-nés. Elle s'oppose à la doctrine du crédobaptisme ou baptême du croyant qui professe que le baptême ne peut être valablement accordé qu'aux individus ayant fait leur profession de foi.
Un peu plus de la moitié des personnes de tradition chrétienne pratiquent le baptême des jeunes enfants ou des nourrissons. Cette pratique est majoritairement suivie par les catholiques romains et les confessions orthodoxes. En revanche, elle est rejetée par la grande majorité des communautés protestantes, à l'exception des luthériens, des réformés et des anglicans.

## Fondements scripturaires
Cette pratique n'est pas explicitement indiquée dans les textes néotestamentaires qui parlent néanmoins de baptiser « toute une maison » (Ac 16:15 et 33 ; 1 Co 1:16), qui pousse certains historiens, dont Pierre Maraval et Simon Claude Mimouni à y voir un baptême d'enfants.
Elle s'explique potentiellement par l'existence d'un lien établi par Dieu dans la famille entre les parents et les enfants (1 Co 7:14), en vertu de laquelle les enfants ont droit au baptême en tant que membre de l'alliance dont le baptême est le signe. Le fait que la Bible contienne plusieurs récits de baptêmes d'adultes s'explique aussi par le fait que, durant les premières générations du christianisme, l'évangélisation et la conversion au christianisme passaient nécessairement par les adultes, tous issus de contextes non chrétiens. Selon l'évangile de Matthieu (19/14) et l'évangile de Luc (18/16), l'attitude de Jésus est en outre d'accueillir les jeunes enfants : « Et Jésus dit : Laissez les petits enfants, et ne les empêchez pas de venir à moi ; car le royaume des cieux est pour ceux qui leur ressemblent. Il leur imposa les mains, et il partit de là. »

## Rejet du pedobaptisme
Plusieurs raisons expliquent le rejet du pédobaptisme au sein de la majorité des confessions protestantes :
- Absence de fondement scripturaire : Selon ces dénominations, aucun texte ou enseignement biblique ne soutient la pratique du pédobaptisme. Bien au contraire, la Bible promeut systématiquement une vision crédobaptiste (baptême des croyants), soulignant ainsi que le baptême est destiné à ceux qui professent leur foi.
- Absence de preuve historique attestée : La première mention explicite du pédobaptisme provient de Tertullien, un père de l'Église né entre 150 et 160 à Carthage et décédé vers 220 dans cette même ville. Ce dernier, loin de soutenir la pratique, en fait une critique. Aucune preuve antérieure ne corrobore l’existence de cette pratique, ce qui soulève des doutes sur son authenticité dans les premières générations chrétiennes.
- Preuves en faveur du crédobaptisme comme norme dans l’Église primitive : De nombreux auteurs réputés pour leurs travaux historiques sur le sujet, tels qu’Everett Ferguson, professeur distingué à l’Université Abilene Christian et auteur d’une étude approfondie sur la pratique du baptême dans l’Église primitive, ou encore Henni Stander, affirment que la pratique du pédobaptisme était absente chez les premiers chrétiens. Selon leurs études, c’est au cours des Ve et VIe siècles que cette pratique se normalise, marquant un changement notable dans la tradition de l’Église primitive.

## Histoire

### Antiquité

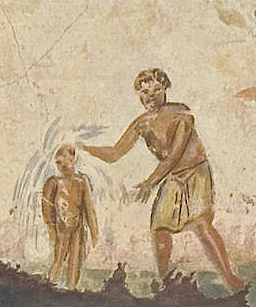
Fresque du IIIe siècle montrant un baptême d'enfant, catacombe de Saint-Calixte à Rome.

La date à laquelle le baptême des enfants a commencé à être pratiqué est sujette à débat. Certains croient que les chrétiens du Ier siècle ne le pratiquaient pas, notant l'absence de toute preuve explicite de pédobaptisme. D'autres, constatant au contraire l'absence de toute preuve explicite de l'exclusion des jeunes enfants, pensent qu'il était déjà pratiqué à cette époque,. Les travaux de Joachim Jeremias ont permis d'apporter des preuves de l'occurrence du baptême des nourrissons pendant les quatre premiers siècles,.
Cyprien de Carthage, Irénée de Lyon, la Tradition apostolique et Origène défendent le baptême des enfants en plaçant cette pratique dans le cadre d'une tradition immémoriale qu'ils ont reçue. De plus, de nombreuses preuves épigraphiques donnent aux enfants dans les premiers siècles le titre d'« enfants de Dieu », réservé aux baptisés,.
En soutenant que les enfants morts sans être baptisés n'iraient pas au paradis, le théologien Augustin d'Hippone fait beaucoup pour la diffusion du baptême des enfants. Les fidèles catholiques et orthodoxes demandent que ce sacrement soit conféré le plus tôt possible, l'enfant étant justifié par la « foi des autres ». Cette doctrine a été proclamée lors du concile de Carthage en 418, et déclare que le Baptême peut servir de remède contre le péché originel. Le baptême des enfants se généralise alors dans la chrétienté.
Le pédobaptisme est adopté par la plupart des Pères de l'Église, à l'exception notable de Tertullien qui pense que puisque le baptême lave de tout péché, il vaut mieux différer le baptême jusqu'à ce que la personne ne pèche plus. Il pense en particulier au péché de chair qu'il estime fréquent avant le mariage. Auteur de l'adage  « On ne naît pas chrétien, on le devient » (Apol, XVIII), et lui-même converti à l'âge adulte, il est toutefois excommunié ultérieurement après s'être déclaré en faveur de l'hérésie montaniste.

### Moyen Âge
La mortalité infantile élevée contribue très largement à répandre, à partir du VIe siècle, le pédobaptisme, qui est souvent pratiqué comme un baptême in extremis (d'où le recours au sanctuaire à répit). Le baptême des enfants se généralise avec les réformes carolingienne puis grégorienne des IXe siècle puis XIe-XIIe siècles.

### Controverses entre Réformateurs
Conservée par les premiers Réformateurs, le pédobaptisme fut vivement rejeté par la Réforme radicale, particulièrement par le mouvement anabaptiste au XVIe siècle, puis, à sa suite, par les baptistes, disciples de John Smyth. Leur position est largement partagée par les églises évangéliques actuelles, ainsi que par les baptistes et mennonites.
Chez les autres protestants et en particulier chez les réformés (calvinistes), le pédobaptisme est considéré comme conforme à l'enseignement de l’Écriture pour plusieurs raisons : 
- le parallèle entre circoncision dans l'Ancienne Alliance et baptême dans la nouvelle alliance[22],[23],
- les cas de baptêmes de familles[24],
- la théologie de l'Alliance[25],[26],
- le statut de l'enfant dans le Nouveau Testament[27].

Cependant, il est nécessaire de préciser que selon eux, ce baptême ne confère pas au nourrisson le pardon de ses péchés ou sa régénération, mais est seulement l'expression publique de l'inclusion du nourrisson dans l'alliance de Dieu sur base de la foi de ses parents.
Les découvertes récentes sur les traités du Moyen-Orient ou d'autres arguments sont régulièrement invoqués pour soutenir cette pratique.

## Dans l'Église catholique
Le Catéchisme de l'Église catholique (Art.1250 à 1252) affirme clairement la nécessité de baptiser les enfants "peu après la naissance", ajoutant : "Les parents chrétiens reconnaîtront que cette pratique correspond aussi à leur rôle de nourriciers de la vie que Dieu leur a confiée".
La destinée finale, qui pouvait paraitre incertaine, des enfants morts sans baptême avait donné naissance à la théorie des Limbes. Celle-ci - qui du reste, n'a jamais été un article de foi -, n'est plus soutenue par l'Église.